# Hora estàndard del centre

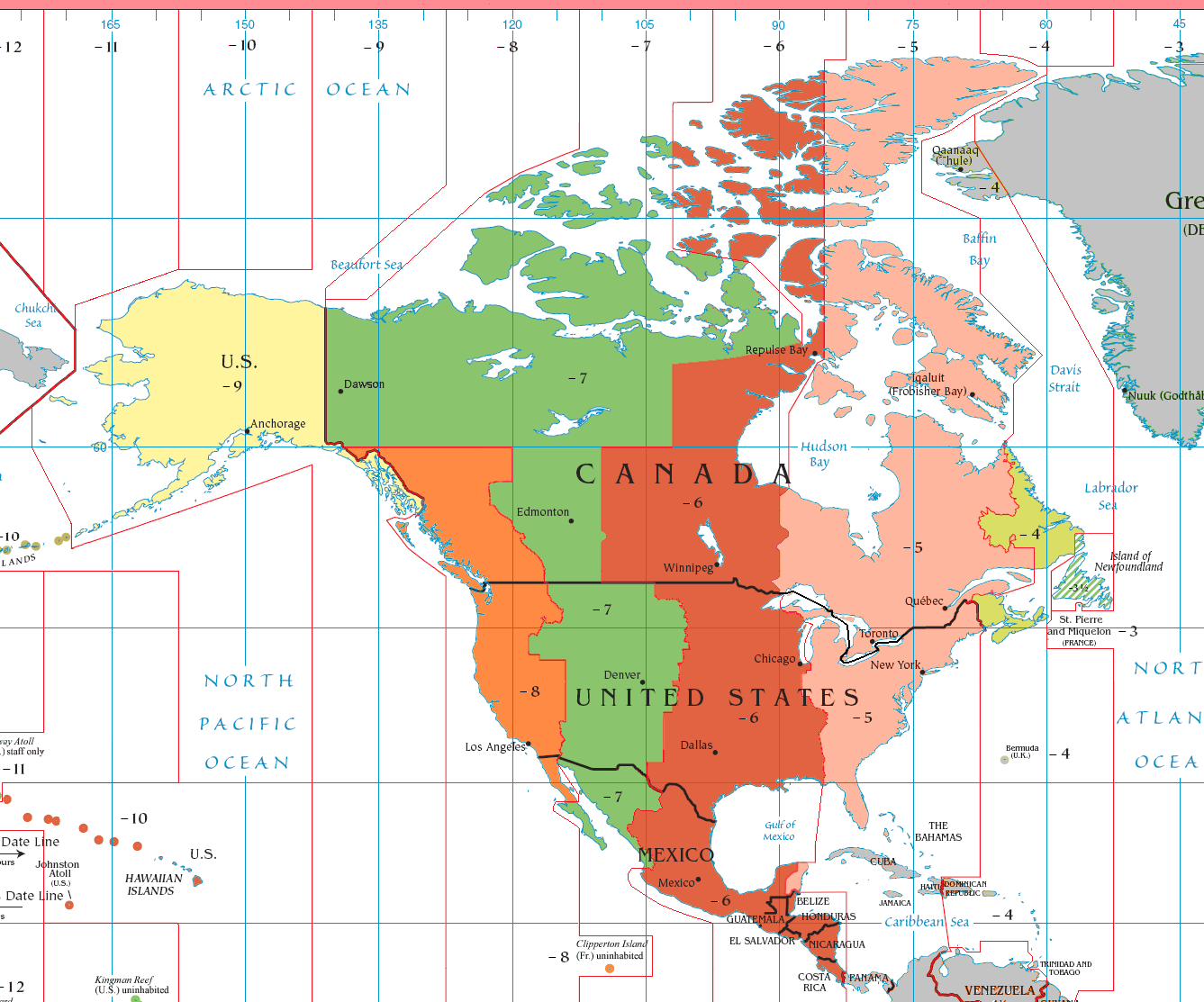
L'horari central (assenyalat amb un color vermellós al centre).

L'hora estàndard del centre (Central Standard Time Zone, CST) és una àrea geogràfica de l'Hemisferi Nord l'hora de la qual s'obté restant 6 hores al temps universal coordinat. Durant l'horari d'estiu, la majoria dels llocs (però no tots) amb aquest fus horari canvien a 5 hores darrere de UTC.

## Llocs que utilitzen l'hora estàndard del centre

### Canadà
Al Canadà, comprèn tota Manitoba, gairebé tot el territori de Saskatchewan, una lleugera part oest d'Ontario i el centre de Nunavut.

### Estats Units
Als Estats Units, el fus horari inclou completament els estats d'Alabama, Arkansas, Illinois, Iowa, Louisiana, Minnesota, Missouri, Mississipi, Oklahoma i Wisconsin; i inclou parts de Florida, Indiana, Kansas, Kentucky, Michigan, Nebraska, Dakota del Nord, Dakota del Sud, Tennessee i Texas.

### Mèxic
A Mèxic aquest fus horari és anomenat Temps del Centre. La major part del país està en aquest fus horari.
Estats dins de la Zona Centro:
| - Aguascalientes - Campeche - Chiapas - Ciutat de Mèxic - Coahuila - Colima, excepte les illes Revillagigedo - Durango - Guanajuato - Guerrero | - Hidalgo - Jalisco - Estat de Mèxic - Michoacán - Estat de Morelos - Nuevo León - Oaxaca - Pobla | - Querétaro - San Luis Potosí - Tabasco - Tamaulipas - Tlaxcala - Veracruz - Yucatán - Zacatecas |

Els estats de Baixa Califòrnia, Baixa Califòrnia Sud, Chihuahua, Nayarit, Sinaloa, Sonora i Quintana Roo no l'utilitzen.

## Llocs que utilitzen l'hora estàndard del centre tot l'any

### Amèrica Central
A Amèrica Central, gairebé tots països usen GMT-6, que tot l'any coincideix amb CST. Països de la capital dins del Temps Central Estàndard:
- Belmopán (Belize)
- Ciutat de Guatemala (Guatemala)
- San Salvador (El Salvador)
- Tegucigalpa (Hondures)
- Managua (Nicaragua)
- San José (Costa Rica)

Només Panamà no l'usa.

### Altres regions
A Amèrica del Sud, la província equatoriana de Galápagos té un fus horari idèntic a l'Hora del Centre, però només durant els mesos de novembre a març, ja que la resta del temps a Amèrica del Nord s'usa l'UTC-5.
A Oceania, l'Illa de Pasqua (Xile) té el fus horari UTC-6 durant els mesos d'hivern (maig a agost el 2011), moment en el qual a l'Hemisferi Nord és estiu i estan en el fus horari UTC-5. Per tant, en molts moments de la història, l'hora d'Illa de Pasqua ha estat la mateixa que l'hora estàndard del centre.